# Mary MacLane
Mary MacLane (1 de maig de 1881 – c. 6 d'agost de 1929) fou una escriptora estatunidenca nascuda al Canadà, les memòries de la qual ajudaren a crear l'estil confessional de l'escriptura autobiogràfica. MacLane fou coneguda com la "Wild Woman of Butte" (la Dona Salvatge de Butte).
MacLane fou una autora molt popular en el seu temps; escandalitzà la població amb les seues primeres memòries, les més venudes, i en menor mesura els seus dos llibres següents. La consideraren salvatge i incontrolada, una reputació que ella mateixa va conrear declarant-se obertament bisexual i feminista. Es compara amb una altra jove memorialista, Marie Bashkirtseff, morta pocs anys després del naixement de MacLane, i a qui H. L. Mencken anomenà "the Butte Bashkirtseff."

## Primers anys i família
MacLane nasqué a Winnipeg, Manitoba, Canadà, al 1881, però la seua família es traslladà a Minnesota, a Fergus Falls, poble que son pare ajudà a desenvolupar. Després de la seua mort el 1889, la seua mare es tornà a casar amb l'advocat H. Gysbert Klenze, amic de la família. Poc després la família se n'anà a Montana, primer a Great Falls i finalment a Butte, on Klenze exhaurí els fons familiars en mineria i altres empreses. MacLane passà la major part de la seua vida als Estats Units. Començà a escriure per al seu periòdic escolar el 1898.

## Escriptura

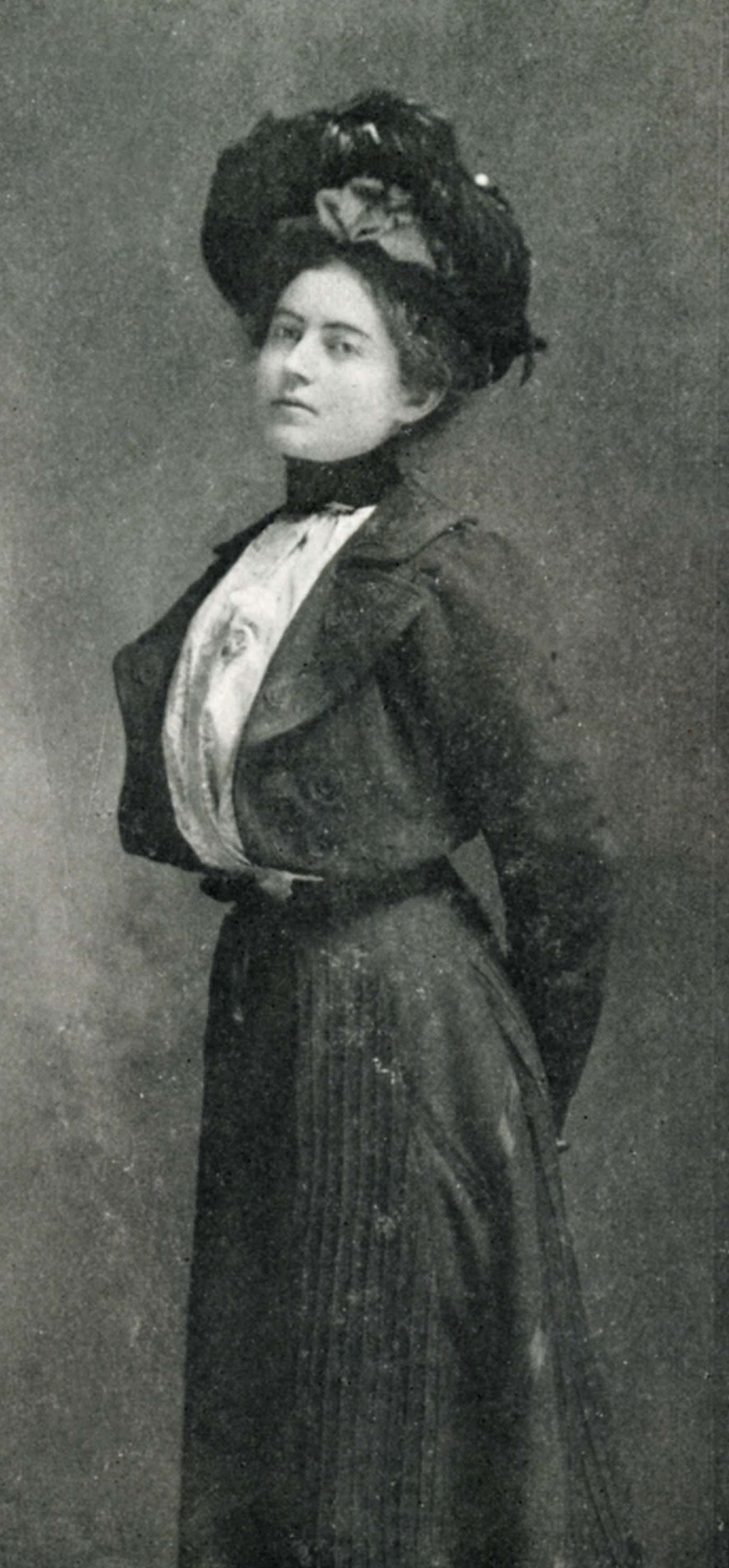
Mary MacLane (de la coberta interior de La història de Mary MacLane, Herbert S. Stone i companyia, 1902)

Des del principi, l'escriptura de MacLane es caracteritza per un estil directe, ardent i molt individualista. També estigué fortament influïda per realistes estatunidencs com ara John Townsend Trowbridge (amb qui intercanvià algunes cartes), Mary Louise Pool i Hamlin Garland.
Amb 19 anys, el 1901, MacLane escrigué el seu primer llibre, titulat I await the Devil's Coming (Espere l'arribada del dimoni) però els editors, Herbert S. Stone & Co., canviaren el títol a The story of Mary MacLane (La història de Mary MacLane). Se'n vengueren 100.000 còpies en el primer mes: va influir en les dones joves, fou criticat pels crítics i lectors conservadors i ridiculitzat per H. L. Mencken.
Alguns crítics han indicat que fins i tot per als cànons actuals, l'escriptura de MacLane era crua, sincera, indestructible, conscient de si mateixa, sensual i radical. Escrigué sobre l'egoisme i l'amor propi, l'atracció sexual i l'amor cap a altres dones, i fins i tot sobre el desig de casar-se amb el dimoni.
El seu segon llibre, My friend Annabel Lee el publicà Stone el 1903. Més experimental en estil que l'anterior, no era sensacionalista, tot i que es deia que MacLane hi havia guanyat una important suma de diners.
El seu darrer llibre, I, Mary Maclane: A Diary of Human Days, el publicà Frederick Un. Stokes el 1917; es difongué menys, potser per l'entrada d'Amèrica en la Primera Guerra Mundial.
El 1917, va escriure i protagonitzar en el minut 90 la pel·lícula muda autobiogràfica, Men Who have Made Love to Me, per a Essanay Estudis. Produïda pel pioner del cinema George Kirke Spoor i basada en un article de 1910 de MacLane amb el mateix títol per a un diari de Butte, fou una ruptura sostinguda amb la quarta paret del cinema molt primerenca, amb l'escriptora. Encara que les imatges fixes i alguns subtítols han sobreviscut, ara sembla que la pel·lícula s'ha perdut.

## Influència
Entre els nombrosos autors que en feren cap referència, parodiaren o contestaren a MacLan hi havia Mark Twain, F. Scott Fitzgerald, Harriet Monroe, el famós advocat Clarence Darrow, Anell Lardner Jr., Sherwood Anderson i Daniel Clowes en la seua novel·la Ice Haven. Entre els menys recordats era Gertrude Sanborn, que publicà una resposta optimista a l'obra de MacLane del 1917 I, Mary MacLane, amb el títol I, Citizen of Eternity (1920).

## Vida personal
MacLane sempre va sentir "ansietat pel lloc" en viure a Butte, que era una ciutat minera lluny dels centres culturals i amb els diners de la venda del seu primer llibre viatjà a Chicago i a Massachusetts. Visqué a Rockland, i passà l'hivern a St. Augustine, Florida, del 1903 al 1908, després a Greenwich Village del 1908 al 1909, on continuà escrivint i visqué de manera bohèmia. Era molt amiga de l'escriptora feminista Inez Haynes Irwin, a qui s'esmenta en la correspondència privada i en alguns escrits de MacLane del 1910 en un periòdic de Butte.
Per un temps visqué amb la seua amiga Caroline M. Branson, que havia estat companya de Maria Louise Pool durant molt de temps i fins a la seua mort, el 1898. Visqueren a Rockland, a la casa de Pool. Mary Maclane també tingué una relació amb Harriet Monroe. En un poema del 1902, MacLane escriu:
| « | Dear Harriet Monroe - I remember you- I remember you on a summer forenoon.- You were there and I was there.- We went out to walk by the lake-shore.- The lake-shore was very beautiful.- You were so fascinating that day. You were so strong. You were so true.- Particularly you were so true.- I loved you.- I had infinite faith in you.- And you were kind.- You were kind - so that I felt it without knowing it.- Which is a wonderful thing and goes far.- Surely no Pharisee was ever yet kind like that.- For a summer forenoon:- My love to you - oh, my love to you. Dear Harriet Monroe. - At any rate - good-by.- - My love to you, always. | Estimada Harriet Monroe: Et recorde- Et recorde en un matí d'estiu.- Tu eres allí i jo vaig ser allí.- Isquérem a caminar per la vora del llac.- La vora del llac era molt bella.- Eres fascinant aquell dia. Eres forta. Eres certa.- Particularment eres certa.- Jo t'estimava.- Tenia una fe infinita en tu.- I fores amable.- Fores amable, així ho vaig sentir sens saber-ho.- I això és meravellós i arriba lluny.- Segurament cap fariseu fou tan amable com aquell.- Per a un matí d'estiu:- El meu amor per tu - oh, per tu. Estimada Harriet Monroe. - De tota manera, adeu. - El meu amor per tu, sempre. | » |
| — | | |   |

MacLane va morir a Chicago a principis d'agost del 1929, als 48 anys. La seua obra no fou reimpresa fins al 1993, quan La història de Mary MacLane i alguns treballs seus es publicaren en Foscor tendra: una antologia de Mary MacLane.

## Col·leccions contemporànies iperformances
Al gener del 2011, l'editor de Foscor tendra (1993) anuncià la publicació d'una antologia de treballs complets i un estudi biogràfic de MacLane. El primer volum, Human Daysː A Mary MacLane Reader (amb un prefaci de Bojana Novakovic), es publicà al 2014.
El 2011, Novakovic escriure i interpretar The Story of Mary MacLane-By Herself a Melbourne, Austràlia, i després a Sidney, Austràlia, al 2012.

### Llibres
- The Story of Mary MacLane (1902)
- My Friend, Annabel Lee (1903)
- I, Mary MacLane: A Diary of Human Days (1917, 2013)
- Tendir Darkness: A Mary MacLane Anthology (reprint) (1993)
- The Story of Mary MacLane and Other Writings (reprint anthology) (1999)
- I Await the Devil's Coming (2013)
- Human Days: A Mary MacLane Reader (foreword by Bojana Novakovic) (2014)
- Mary in The Press: Miss MacLane and Her Fame (forthcoming - 2015)
- A Quite Unusual Intensity of Life: The Lives, Works, and Influence of Mary MacLane (forthcoming - 2015)

### Selecció d'articles
- [Untitled article on stoicism] (1898)
- Consider Thy Youth and Therein (1899)
- Charles Dickens - Best of Castle-Builders (graduate oration, 1899)
- Mary MacLane at Newport (1902)
- Mary MacLane at Coney Island
- Mary MacLane on Wall Street (1902)
- Mary MacLane in Little Old New York (1902)
- On Marriage (1902)
- A Foreground and a Background (1903)
- Mary MacLane Discusses the ‘Outward Seeming of Denver’ (1903)
- The Second 'Story of Mary MacLane' (1909)
- Mary MacLane Soliloquizes on Scarlet Fever (1910)
- Mary MacLane Meets the Vampire on the Isle of Treacherous Delights (1910)
- The Autobiography of the Kid Primitive (1910)
- Mary MacLane Wants a Vote - For the Other Woman (1910)
- Men Who Have Made Love to Me (1910)
- The Latter-Day Litany of Mary MacLane (1910)
- The Borrower of Two-Dollar Bills - and Other Women (1910)
- A Waif of Destiny on the High Seas (1910)
- Woman and the Cigarette (1911)
- Mary MacLane Says - (1911)
- Mary MacLane on Marriage (1917)
- The Movies and Me (1918)

### Guió i film
- Men Who Have Made Love to Me (1918)[8]